# Dion DiMucci
Dion Francis DiMucci, noto anche con lo pseudonimo di Dion (New York, 18 luglio 1939), è un cantautore statunitense.
Fu uno dei più apprezzati cantanti rock and roll attivi nel periodo precedente l'avvento della British invasion. I suoi maggiori successi li ottenne nel 1961 con i due singoli Runaround Sue e The Wanderer.

## Biografia
Nacque in una famiglia italo-americana nel distretto newyorkese del Bronx. Da piccolo accompagnava in tour il padre, cantante vaudeville. Cominciò ad amare da un lato la musica country, particolarmente Hank Williams, come anche i cantanti blues e doo wop.
Nel 1957 fece un'audizione presso la neonata Mohawk Records che lo scritturò. Fece uscire il primo singolo The Chosen Few, che vide l'accompagnamento del gruppo locale dei Timberlanes e gli arrangiamenti di Hugo Montenegro.
Per i dischi successivi Dion DiMucci fu accompagnato dal gruppo vocale dei Belmonts, amici di lunga data.
Il brano I Wonder Why, uscito a nome Dion and the Belmonts nel 1958, ottenne un discreto successo nel Regno Unito (22º posto). La fama del gruppo crebbe tanto da permettere loro di partire nel tour invernale con Buddy Holly, Ritchie Valens e The Big Bopper. Il 2 febbraio 1959 avrebbero dovuto partire con un aereo per un concerto nello Iowa, ma a causa delle ristrettezze economiche proseguirono in autobus. Quel giorno l'aereo ebbe un incidente e tutti gli artisti presenti perirono.
Nel 1959 pubblicarono A Teenager in Love che raggiunse il 5º posto nella classifica pop di Billboard, mentre Where or When, cover di un brano del duo Rogers and Hart, uscito nel novembre 1958, raggiunse il 3º posto della classifica dei singoli.
Nel 1960 terminò l'esperienza col gruppo dedicandosi alla carriera solista. Pubblicò il primo album Alone with Dion per la Laurie, da cui fu estratto il singolo Lonely Teenager che raggiunse il 12º posto nella US chart. Dopo un paio di singoli di minor successo pubblicò, nell'ottobre del 1961, il singolo Runaround Sue che balzò al primo posto nella classifica Billboard Hot 100 per due settimane. 
In questo periodo era accompagnato dal nuovo gruppo vocale dei The Del-Satins.
Per il singolo successivo fu scelto il brano The Majestic, ma fu il brano presente sul lato B, The Wanderer a ottenere un importante successo raggiungendo il secondo posto in classifica.
Fu questo il periodo di massimo successo per DiMucci, che fece un'apparizione nel film Twist Around the Clock. Uscirono altri singoli come Lovers Who Wander (No. 3), Little Diane (No. 8) e Love Came to Me (No. 10).
Nel 1962 passò alla Columbia Records, il primo singolo pubblicato fu la reinterpretazione del brano Ruby Baby scritto dal duo Leiber e Stoller e portato al successo in precedenza dai Drifters, che raggiunse il secondo posto. Seguirono nel 1963 Donna the Prima Donna – che fu incisa anche in italiano – e Drip Drop.
Di ritorno da un tour europeo, DiMucci, spinto dal mutamento dei gusti del pubblico, cambiò genere musicale, e con una dipendenza dall'eroina si lasciò alla spalle le canzoni pop e si orientò verso collaborazioni con musicisti blues grazie all'incontro con John Hammond. Registrò  alcuni brani blues come Hoochie Coochie Man e Spoonful con l'apporto di Al Kooper alle tastiere ma senza successo commerciale. Nel 1965 formò i Wanderers con alcuni membri dei Belmonts, preludio della reunion del 1966 per l'album Together Again. Anche se la sua notorietà era in calo, i Beatles lo inclusero nella copertina del loro album capolavoro Sgt. Pepper's Lonely Hearts Club Band del 1967.
Nel 1968, carico di un forte sentimento religioso e pulito dalla tossicodipendenza, firmò con la Laurie che lo aveva portato al successo anni prima. Gli fu quasi imposto di cantare il brano Abraham, Martin and John scritto da Dick Holler in ricordo di Martin Luther King e i fratelli Kennedy. Il brano, ripreso in seguito da molti artisti tra cui Marvin Gaye, fu un notevole successo raggiungendo il quarto posto in classifica e ottenendo il disco d'oro.
Passò alla Warner Bros. con la quale pubblicò alcuni dischi cantautorali senza sensibili successi di vendite. Si riunì nel 1972 al Madison Square Garden con i Belmonts. Nel 1975 pubblicò  l'album Born to Be with You prodotto da Phil Spector.
Divenne cristiano rinato e pubblicò molti album ispirati dalla svolta religiosa. Nel 1984 fu nominato al Grammy Award per miglior performance Gospel per l'album I Put Away My Idols.
Nel 1987 venne invitato per un concerto celebrativo della sua carriera al Radio City Music Hall, pubblicato su disco solo nel 2005. Seguirono alcuni concerti benefici e in altri salì sul palco assieme ad artisti come Bruce Springsteen, Paul Simon e Lou Reed che lo citarono tra le loro prime influenze musicali.
Negli anni successivi continuò a pubblicare dischi e a fare concerti; dopo una visita al vecchio parroco del Bronx, ridivenne cattolico.
Nel 2002 fu introdotto nella Rock and Roll Hall of Fame per il brano Runaround Sue.
Nel 1988 pubblicò la sua autobiografia The Wanderer: Dion's Story scritta assieme a Davin Seay. Nel 2007 ottenne altre 2 nomination per il Grammy Award.

## Riconoscimenti
- Young Hollywood Hall of Fame (1960's)

## Discografia

### Album
- 1959:   Presenting Dion & The Belmonts
- 1960:   Wish Upon a Star With Dion & The Belmonts
- 1961:   Alone With Dion
- 1961:   Runaround Sue numero 11
- 1962:   Lovers Who Wander numero 12
- 1962:   Love Came to Me
- 1963:   Dion Sings to Sandy (and all his other gals) numero 115
- 1963:   Ruby Baby numero 20
- 1963:   Donna the Prima Donna
- 1964:   60 Greatest of Dion & The Belmonts - Laurie Records - SLP-6000 (3 records set)
- 1967:   Dion & The Belmonts - Together Again
- 1968:   Dion #128
- 1969:   Wonder Where I'm Bound
- 1970:   Sit Down Old Friend
- 1971:   You're Not Alone
- 1971:   Sanctuary #200
- 1972:   Suite For Late Summer #197
- 1973:   Dion & The Belmonts - Reunion, Live at Madison Square Garden #144
- 1975:   Born to Be with You
- 1976:   Streetheart
- 1978:   Return of the Wanderer
- 1980:   Inside Job
- 1981:   Only Jesus
- 1983:   I Put Away My Idols CCM #37
- 1984:   Seasons
- 1985:   Kingdom in the Streets
- 1986:   Velvet & Steel
- 1989:   Yo Frankie #130
- 1990:   Fire in the Night (registrato nel 1979)
- 1992:   Dream on Fire
- 1993:   Rock 'n' Roll Christmas
- 2000:   Déjà Nu
- 2003:   New Masters
- 2005:   Live New York City
- 2006:   Bronx in Blue #2 Blues Lps.
- 2007:   Son of Skip James #4 Blues Lps.
- 2008:   Heroes: Giants of Early Guitar Rock
- 2017:   Kickin Child: Lost Columbia Album 1965
- 2020:   Blues With Friends
- 2021:   Stomping Ground
- 2024:   Girl Friends

### Singoli
|      | come Dion and the Belmonts                                   |              |     |    |                     |    |
| 1958 | "I Wonder Why"                                               | Laurie       | 22  |    |                     |    |
| 1958 | "No One Knows"                                               | Laurie       | 19  |    |                     | 12 |
|      | "Don't Pity Me"                                              | Laurie       | 40  |    |                     |    |
| 1959 | "A Teenager in Love"                                         | Laurie       | 5   |    | 28                  |    |
|      | "A Lover's Prayer"                                           | Laurie       | 73  |    |                     |    |
|      | "Every Little Thing I Do"                                    | Laurie       | 48  |    |                     |    |
| 1960 | "Where or When"                                              | Laurie       | 3   |    |                     | 19 |
|      | "Little Miss Blue"                                           | Laurie       | 96  |    |                     |    |
|      | "When You Wish Upon a Star"                                  | Laurie       | 30  |    |                     |    |
|      | "In The Still of the Night”                                  | Laurie       | 38  |    |                     |    |
|      | come Dion                                                    |              |     |    |                     |    |
|      | "Lonely Teenager"                                            | Laurie       | 12  |    | 47                  |    |
| 1961 | "Havin' Fun"                                                 | Laurie       | 42  |    |                     |    |
|      | "Kissin' Game”                                               | Laurie       | 82  |    |                     |    |
|      | "Somebody Nobody Wants"                                      | Laurie       | 103 |    |                     |    |
|      | "Runaround Sue"                                              | Laurie       | 1   |    | 11                  | 4  |
|      | "The Wanderer"                                               | Laurie       | 2   |    | 10 (anche 16, 1976) |    |
|      | "The Majestic"                                               | Laurie       | 36  |    |                     |    |
| 1962 | "Lovers Who Wander"                                          | Laurie       | 3   |    |                     | 16 |
|      | "Little Diane"                                               | Laurie       | 8   |    |                     |    |
|      | "(I Was) Born to Cry"                                        | Laurie       | 42  |    |                     |    |
|      | "Love Came to Me"                                            | Laurie       | 10  |    |                     | 24 |
|      | "Ruby Baby"                                                  | Columbia     | 2   |    |                     |    |
| 1963 | "Sandy"                                                      | Laurie       | 21  |    |                     |    |
|      | "This Little Girl"                                           | Columbia     | 21  |    |                     |    |
|      | "Come Go with Me"                                            | Laurie       | 48  |    |                     |    |
|      | "Be Careful of Stones That You Throw"                        | Columbia     | 31  |    |                     |    |
|      | "Lonely World"                                               | Laurie       | 101 |    |                     |    |
|      | "Donna the Prima Donna"                                      | Columbia     | 6   |    |                     | 17 |
|      | "Drip Drop"                                                  | Columbia     | 6   |    |                     |    |
| 1964 | "I’m Your Hoochie Coochie Man"                               | Columbia     | 113 |    |                     |    |
|      | "Shout"                                                      | Laurie       | 108 |    |                     |    |
|      | "Johnny B. Goode"                                            | Columbia     | 71  |    |                     |    |
| 1968 | "Abraham, Martin and John"                                   | Laurie       | 4   |    |                     |    |
|      | "Purple Haze"                                                | Laurie       | 63  |    |                     |    |
| 1969 | "From Both Sides Now"                                        | Laurie       | 91  |    |                     |    |
| 1970 | "Your Own Back Yard"                                         | Warner Bros. | 75  |    |                     |    |
| 1971 | "Sanctuary"                                                  | Warner Bros. | 103 |    |                     |    |
| 1989 | "And the Night Stood Still"                                  | Arista       | 75  | 16 |                     |    |
| 1989 | "King of the New York Streets"                               | Arista       |     |    | 74                  |    |
| 1989 | "Written on the Subway Wall" / "Little Star" with Paul Simon | Arista       |     |    |                     |    |
| 1990 | "Sea Cruise" (From "The Adventures of Ford Fairlane")        |              |     | 28 |                     |    |

## Curiosità
Il suo singolo The Wanderer è stato utilizzato nel live action trailer di Fallout 4, uscito il 15 ottobre 2015. Due anni dopo, il cantante denuncerà ZeniMax Media per lo stesso spot chiedendo un milione di dollari di risarcimento, poiché secondo lui il suo singolo sarebbe stato usato in modo improprio e oltraggioso per i contenuti, ritenuti violenti, della pubblicità. Il singolo I Wonder Why è presente nella colonna sonora del film Bronx di Robert De Niro, all'inizio dei titoli di apertura, e nel film Christine, la macchina infernale di John Carpenter, nella scena in cui il protagonista Arnie Cunningham, proprietario di Christine, dopo aver litigato con la fidanzata Leigh, cerca di mettere in moto la macchina che,"offesa", non si avvia, e lo fa solo dopo le sue "rassicurazioni" sul loro rapporto.
Rientra tra i personaggi ritratti nella celebre copertina dell'album Sgt. Pepper's Lonely Hearts Club Band dei Beatles.